# Pedro Alberto Cano
Pedro Alberto Cano Arenas (Bilbao, 14 de junio de 1969-Novelda, 20 de julio de 2002), deportivamente conocido como Pedro Alberto, fue un futbolista español que ocupaba la posición de centrocampista y defensa central, recordado principalmente por su paso por equipos como el Club de Fútbol Palencia, Real Oviedo, Deportivo Alavés y el Club Deportivo Toledo.

## Inicios
Pedro Alberto nació en Bilbao, el 14 de junio de 1969, aunque se crio en Becerril de Campos (Palencia). Su andadura futbolística comenzó en 1987 en el Club Deportivo Santurtzi, para posteriormente ser traspasado al Club de Fútbol Palencia en el verano 1988. No pudo empezar la pretemporada el 21 de julio por un accidente de tráfico, del que se recuperó el 22 de septiembre. Con el conjunto palentino jugó dos temporadas en Tercera División y una en Segunda División B.

## Real Oviedo
El 17 de mayo de 1991 llega a un acuerdo con el Real Oviedo, con el que firmaría un contrato como profesional por 600.000 pesetas, con el que empezaría jugando primero en el filial en Segunda División B. En el Real Oviedo "B" destacó lo suficiente como para que posteriormente Radomir Antić le diera la oportunidad de jugar con el primer equipo en Primera División en la temporada 1991/92, aunque sólo en determinado partidos, como guardaespaldas de las figuras azules de esa etapa, Slaviša Jokanović y Robert Prosinečki. El sucesor de Antic, su compatriota Iván Brzić, hizo sentirse a Pedro Alberto jugador de Primera División. De hecho, alguno de sus famosos goles, en lanzamientos muy lejanos de falta, contribuyeron a la permanencia del equipo asturiano. Pero ni sus méritos deportivos, ni el peso innegable que tenía en el vestuario, le sirvieron para asegurar su continuidad en el Real Oviedo, donde llegó a pensar en establecerse. Oli y compañía lamentaron la marcha de "El Cabrero", el apodo que se ganó por su forma de expresarse, trufado de sonoras patadas al diccionario que alegraban las concentraciones y los entrenamientos.
En el Real Oviedo adquiriría mucha experiencia que le valdría para consagrarse como profesional, jugando durante cinco temporadas en el equipo asturiano, en el que durante su última temporada, debido a la gran campaña que realizó, sonaba para la selección española, pero finalmente no fue convocado.

## Deportivo Alavés
Tras cinco años en Real Oviedo, Pedro Alberto firmó un contrato de dos años con el Deportivo Alavés en Segunda División con el objetivo de ascender a Primera División. Pronto se convirtió en un jugador carismático y en uno de los pilares principales del equipo, compartiendo el eje de la zaga con el también recién llegado Antonio Karmona. Su potente disparo, que ya le había puesto en la lista de objetivos albiazules años atrás, cuando aún militaba en el CF Palencia, equipo de la que era su ciudad pese a haber nacido en Bilbao, fue uno de los argumentos que pudo exhibir el Alavés para salvar una temporada tormentosa, la que supuso el cese de Txutxi Aranguren y la supervivencia de la mano de Marco Antonio Boronat. Cuajó una gran primera temporada, haciéndose con un puesto titular de defensa central. 
Sin embargo, en su segunda temporada, la llegada del entrenador Mané supuso su inclusión en la lista de transferibles, no obstante, consiguió hacerse un hueco en el equipo, principalmente en la escuadra que llegó a semifinales de Copa derrotando a equipos como el Real Oviedo, Compostela, Real Madrid y Deportivo de la Coruña. En la temporada 1997/98, Pedro Alberto consiguió, finalmente, junto al resto de sus compañeros, el ansiado ascenso a Primera División cuarenta y dos años después.

## Club Deportivo Toledo
Tras su paso por el equipo vitoriano, se compromete con el Club Deportivo Toledo de Segunda División, donde jugaría sus últimas cuatro temporadas, dos en Segunda División y dos en Segunda División B. Llegó al Toledo en la temporada 1998/99, junto con la llegada de Gregorio Manzano al banquillo, y donde coincidiría con antiguos compañeros del Real Oviedo como Luis Manuel Arias, Losada, o Roberto Suárez. Esa temporada el equipo realizó una magnífica campaña, llegándose a quedar a las puertas del ascenso a Primera División.
La temporada siguiente, el equipo sufrió un cambio en la directiva, con la salida en la presidencia de Emiliano Carballo Arroyo, siendo Eduardo Herrera quien tomaría su lugar. Por los banquillos llegaron a pasar hasta 3 entrenadores: Miguel Ángel Portugal, Pepe Gálvez y Luis Sánchez Duque. Hubo una renovación en la plantilla que no ayudó en lo deportivo, terminando colista de la categoría y descendiendo a Segunda División B tras siete años consecutivos en el fútbol profesional.
En la temporada 2000/01, el club acabó la temporada en el cuarto puesto, jugando la promoción de ascenso a la categoría de plata, pero finalmente no lo consiguió. A lo largo de la primera vuelta, tuvo una serie de lesiones que le impidió estar disponible para el equipo entrenado por José Ramón Corchado. Para la segunda vuelta, Pedro Alberto volvió a ser fundamental en el equipo, ya a las órdenes del nuevo entrenador José Aurelio Gay. Durante esta campaña, el 13 de diciembre de 2000, el Club Deportivo Toledo logró una victoria épica al eliminar al Real Madrid en treintaidosavos de final de la Copa del Rey por 2-1 en el Salto del Caballo.
Para la temporada 2001/02, Pedro Alberto se convirtió en el gran capitán del equipo y jugó con el Club Deportivo Toledo su última temporada. En la primera vuelta el equipo acabó en primera posición liderando el grupo III de la Segunda División B, y estuvo a punto de repetir aquella hazaña de eliminar a un histórico del fútbol español, cuando el 28 de noviembre de 2001, el equipo toledano perdió en la prórroga por 2-3 ante el Athletic Club en octavos de final de la Copa del Rey. Al final, una irregular segunda vuelta, haría que el equipo entrenado por Santiago Martín Prado "Pradito" finalizara la temporada en noveno lugar e inmerso en una crisis financiera.

## Últimos días y fallecimiento
Aunque Pedro Alberto tenía contrato hasta el 30 de junio del año siguiente, debido a la incertidumbre por los problemas económicos y financieros que atravesaba el club, el jugador llegó a un acuerdo con la directiva verdiblanca para terminar su contrato.
Tras su paso durante cuatro campañas con el equipo toledano, el 12 de julio de 2002 firmó un contrato con el Novelda Club de Fútbol por dos temporadas. Con el conjunto alicantino llevaba entrenando tan sólo tres días y nada hacía presagiar el triste desenlace.
El exjugador y capitán del Toledo, Pedro Alberto, falleció el 20 de julio de 2002 de manera repentina a los 33 años de edad durante un entrenamiento que estaba realizando con su nuevo equipo, el Novelda. Todo transcurrió de manera muy rápida. La plantilla, después de haber realizado una sesión de carrera continua, se disponía a hacer unos ejercicios de estiramiento cuando Pedro Alberto se desplomó al suelo. El drama que se cernió en torno a todos los componentes del Novelda, jugadores y cuerpo técnico, se convirtió posteriormente en tragedia ya que Pedro Alberto fallecía de forma repentina ante la perplejidad y asombro de todos los presentes, incluido su cuñado, que vivió todo el desenlace fatal.
La autopsia que le realizó Ernesto Such, jefe médico del Hércules Club de Fútbol, reveló que Pedro Alberto falleció como consecuencia de un edema cerebral.

## Estilo de juego
Era un jugador que bien podía jugar de defensa central o centrocampista por la banda derecha. Se caracterizaba por su gran envergadura física y por su portentoso disparo, lo que le permitió marcar numerosos goles en el lanzamiento de faltas directas.

## Legado
Pedro Alberto se había afincado en Toledo, donde se casó. Su idea era retirarse como jugador en el Toledo, pero como no pudo ser, aceptó la oferta del Novelda con la clara idea de regresar a vivir a la capital toledana cuando concluyese con 35 años su periplo alicantino.
Fuera del campo era un hombre que siempre estaba de broma y amigo de sus amigos.
Dejó a su mujer embarazada de 7 meses.
En su paso por el C.D. Toledo dejó una huella imborrable de buen jugador y de excelente persona. Dejó el equipo después de una temporada plagada de problemas extradeportivos donde él siempre dio la cara por sus compañeros. Pero para los buenos aficionados del Toledo siempre será el "gran capitán" en sus corazones.

## Trayectoria[3]
| Temporada | Club                     | División | Partidos | Goles |
| --------- | ------------------------ | -------- | -------- | ----- |
| 1987-1988 | Club Deportivo Santurtzi | 3ª       | -        | -     |
| 1988-1989 | Club de Fútbol Palencia  | 3ª       | -        | -     |
| 1989-1990 | Club de Fútbol Palencia  | 3ª       | -        | -     |
| 1990-1991 | Club de Fútbol Palencia  | 2ªB      | 35       | 4     |
| 1991-1992 | Real Oviedo "B"          | 2ªB      | 32       | 3     |
| 1991-1992 | Real Oviedo              | 1ª       | 1        | -     |
| 1992-1993 | Real Oviedo "B"          | 2ªB      | 34       | 7     |
| 1992-1993 | Real Oviedo              | 1ª       | 4        | -     |
| 1993-1994 | Real Oviedo              | 1ª       | 13       | 1     |
| 1994-1995 | Real Oviedo              | 1ª       | 5        | -     |
| 1995-1996 | Real Oviedo              | 1ª       | 33       | 1     |
| 1996-1997 | Deportivo Alavés         | 2ªA      | 26       | 3     |
| 1997-1998 | Deportivo Alavés         | 2ªA      | 9        | -     |
| 1998-1999 | Club Deportivo Toledo    | 2ªA      | 40       | 2     |
| 1999-2000 | Club Deportivo Toledo    | 2ªA      | 20       | 1     |
| 2000-2001 | Club Deportivo Toledo    | 2ªB      | 20       | 1     |
| 2001-2002 | Club Deportivo Toledo    | 2ªB      | 34       | 6     |

## Hitos
- Eliminar al Real Madrid en 1/32 de final de la Copa del Rey (13 de diciembre de 2000) en el Salto del Caballo por 2-1 (goles del C. D. Toledo marcados por Israel González y Cidoncha): 2000-2001.
- Ascenso a 1ª División en la temporada 1997-1998 con el Deportivo Alavés.